# Nolan North
Pour les articles homonymes, voir North.
Nolan North né le 31 octobre 1970 à New Haven dans le Connecticut, est un acteur américain.

## Biographie

### Jeunesse
Nolan North est né à New Haven aux États-Unis. Il a étudié le journalisme à l'Université de Caroline du Nord à Chapel Hill avec une bourse de baseball. Il a travaillé comme journaliste pendant près d'un an dans le New Jersey avant de déménager à New York pour poursuivre sa carrière d'acteur. Il mesure 1,85 m.

### Carrière
En 2007, il interprète Desmond Miles, le protagoniste du jeu vidéo d'Ubisoft Assassin's Creed. Il reprend le personnage dans les autres volets de la franchise jusqu'en 2012, puis exceptionnellement en 2020 dans le jeu Assassin's Creed Valhalla.
Toujours en 2007, il incarne ce qui est probablement son rôle le plus célèbre, l'explorateur Nathan Drake dans le jeu d'action-aventure d'Uncharted: Drake's Fortune du studio Naughty Dog,. Devant se servir de la technique de capture de mouvement qu'il a déjà expérimenté auparavant, il explique : « Uncharted est bien plus différent que tout ce que j'ai fait d'autre en raison du caractère physique que vous apportez au jeu[...]Avec Uncharted, vous n'êtes pas juste une voix ». En faisant référence à un autre jeu auquel il a participé : « J'ai sérieusement oublié certains des jeux que j'ai fait[...]mais Uncharted, c'est quelque chose que je ne pense pas être capable d'oublier[...]C'était plus comme une performance théâtrale[...]vous jouez avec d'autres acteurs[...] c'était une performance théâtrale qu'ils ont mis dans un jeu vidéo ». North tient le rôle jusqu'en 2016, à savoir Uncharted 4: A Thief's End, le quatrième volet de la franchise et dernière apparition du personnage.
À partir du jeu Call of Duty: World at War sorti en 2008, et jusqu'au jeu Call of Duty: Black Ops IIII sorti 2018, il tient le rôle d'Edward Richtofen dans les modes zombis de la franchise Call of Duty.
Depuis 2010, il joue plusieurs rôles dans la série d'animation Young Justice, dont ceux de Conner Kent / Superboy et Clark Kent / Superman. Il joue également Peter Hastings dans la série Pretty Little Liars (2010-2017).
Introduit en 2011 dans le deuxième volet de la franchise de DC Comics Batman: Arkham, à savoir Batman: Arkham City, Nolan North campe l'un des ennemis les plus emblématiques de Batman, à savoir Oswald Chesterfield Cobblepot / le Pingouin. Il reprend le personnage en 2013 dans Batman: Arkham Origins et en 2015 dans Batman: Arkham Knight,.
En 2012, il reçoit de très bons retours pour sa performance du capitaine Martin Walker dans le jeu Spec Ops: The Line  du studio Yager Development,,.
Il retrouve le studio Naughty Dog en 2013, qui lui donne le rôle du cannibal David dans le jeu d'action-aventure post-apocalyptique acclamé, The Last of Us. Il tient également le rôle titre du jeu vidéo Deadpool du studio High Moon Studios.
En août 2015, il est annoncé remplacer Peter Dinklage dans le rôle du Spectre dans le jeu de tir à la première personne de science-fiction Destiny. Continuant à jouer le Spectre dans le reste de la franchise, il remplace exceptionnellement en 2018 l'acteur Nathan Fillion pour le rôle de Cayde-6 dans l'extension Forsaken du jeu Destiny 2. 
En 2016, il tient le rôle du suprémaciste blanc Remy Duvall dans le jeu Mafia III . En 2017, il joue le personnage de Marvel Comics Rocket Raccoon dans le jeu vidéo épisodique Guardians of the Galaxy: The Telltale Series de Telltale Games. En 2018, il joue le dieu  Modi dans le jeu God of War. Il tient également le rôle de Kent Clarkson / Ultraman (en) dans  Lego DC Super-Vilains.
En 2020, il incarne le super-héros  Tony Stark / Iron Man dans la superproduction vidéoludique Marvel's Avengers du distributeur Square Enix.
En 2024, il interprète une nouvelle version de Clark Kent / Superman et reprend son rôle d'Oswald Cobblepot / le Pingouin dans le jeu vidéo Suicide Squad: Kill the Justice League, nouveau volet de la franchise Batman: Arkham.

## Vie privée
Depuis 1999, il est marié avec Jill Murray avec qui il a eu deux fils.

## Filmographie

### Cinéma

#### Films
- 2008 : Surfer, Dude : [Qui ?]
- 2008 : Docteur Dolittle 4 (Dr. Dolittle: Tail to the Chief) : Perroquet (voix)
- 2013 : Star Trek Into Darkness : Un officier du USS Vengeance
- 2018 : Death Race: Anarchy (Death Race: Beyond Anarchy) de Don Michael Paul : Frankenstein (voix)
- 2022 : Uncharted : Un client dans un hôtel

#### Films d'animation
- 2015 : Bob l'éponge, le film : Un héros sort de l'eau :  Dead Parrots
- 2016 : Batman: The Killing Joke : Mitch
- 2019 : Angry Birds : Copains comme cochons : Terence

### Télévision

#### Séries télévisées
- 2006 : NCIS : Enquêtes spéciales : Officier Lou Giotti (1 épisode)
- 2009 : Melrose Place : Nouvelle Génération : Curtis Heller (2 épisodes)
- 2010-2017 : Pretty Little Liars : Peter Hastings (27 épisodes)
- 2012 : Haven : Anderson (Saison 3, épisode 11)
- 2016 : Rizzoli & Isles : Mr. Hammond/Phillip Dayton (2 épisodes)

#### Séries d'animation
- depuis 2010 : Young Justice : Clark Kent / Superman, Conner Kent /Kal-El/ Superboy, Zatara, Professeur Ojo, Clayface, Marvin White, Baron Bedlam/ Frederick DeLamb, R’ohh K’arr, Ronal, Lightray, Kru-El et voix additionnelles (77 épisodes)
- 2012-2017 : Les Tortues Ninja (Teenage Mutant Ninja Turtles) : Le leader des Kraangs
- depuis 2014 : Blaze and the Monster Machines : Blaze / Town Truck
- 2015-2017 : Le Show de M. Peabody et Sherman (The Mr. Peabody & Sherman Show) : Marco Polo, John Sutter
- 2015-2018 : Dragons : Stoick / Berthel / Commandant
- 2017-2019 : Spirit : Au galop en toute liberté : Jim Prescott
- 2018-2019 : Rick et Morty : Agent Gribbles / Commandant Gromflomite

## Jeux vidéo
- 2007 : Team Fortress 2 : Merasmus the Wizard, Redmond Mann, Blutarch Mann, Nieodemus Mann, Pumpkin Bomb, Bombinomicon, Soldier (Animation Expiration Date) et Engineer (Animation Expiration Date)
- 2007 : Ratchet and Clank : La taille, ça compte : voix multijoueur
- 2007 : Uncharted: Drake's Fortune : Nathan Drake
- 2007 : Assassin's Creed : Desmond Miles
- 2008 : Metal Gear Solid 4: Guns of the Patriots : Soldat Ennemi
- 2008 : Call of Duty: World at War : Edward Richtofen
- 2009 : Uncharted 2: Among Thieves : Nathan Drake
- 2009 : Assassin's Creed II : Desmond Miles
- 2010 : Dark Void : Will Grey
- 2010 : Call of Duty: Black Ops : Edward Richtofen
- 2010 : Assassin's Creed: Brotherhood : Desmond Miles
- 2010 : Resonance of Fate : Vashyron
- 2011 : Assassin's Creed: Revelations : Desmond Miles
- 2011 : Star Wars : The Old Republic : Barsen'thor
- 2011 : Uncharted 3: L'Illusion de Drake : Nathan Drake
- 2012 : Assassin's Creed III : Desmond Miles
- 2012 : Portal 2 : Sphères, tourelles défectives
- 2012 : Uncharted: Golden Abyss : Nathan Drake
- 2012 : Spec Ops: The Line : Martin Walker
- 2013 : Call of Duty: Black Ops II - Apocalypse : Edward Richtofen
- 2013 : Injustice : Les dieux sont parmi nous : Général Zod
- 2013 : Sly Cooper: Voleurs à Travers le Temps : El Jefe; Cyrille Le Paradox
- 2013 : Assassin's Creed IV: Black Flag : Desmond Miles
- 2013 : The Last of Us : David
- 2013 : Deadpool : Deadpool et lui-même
- 2013 : Saints Row IV : Le Protagoniste
- 2015 : Destiny : Spectre
- 2015 : Guild Wars 2: Heart of Thorns : Mordremoth
- 2015 : Call of Duty: Black Ops III : Edward Richtofen
- 2016 : Mafia III : Remy Duvall
- 2016 : Uncharted 4: A Thief's End : Nathan Drake
- 2016 : Star Wars: The Old Republic - Knights of the Eternal Throne : Jedi Consular
- 2016 : Con Man: The Game : Jerry Lansing
- 2017 : Halo Wars 2 : Sergent Forge
- 2017 : Guardians of the Galaxy: The Telltale Series : Rocket Raccoon
- 2018 : Call of Duty: Black Ops IIII : Edward Richtofen
- 2018 : God of War :  Modi
- 2018 : Lego DC Super-Vilains : Kent Clarkson / Ultraman (en)
- 2019 : Marvel Ultimate Alliance 3: The Black Order : Deadpool / Rocket Raccoon
- 2019 : Freedom Finger : Major Cigar
- 2020 : Marvel's Avengers : Tony Stark / Iron Man
- 2020 : DiRT 5 : Bruno Durand
- 2024 : Suicide Squad: Kill the Justice League : Clark Kent / Superman et Oswald Cobblepot / le Pingouin

## Distinction

### Récompense
- 2016 : Game Awards 2016 : « Meilleure performance vocale » pour le rôle de Nathan Drake dans Uncharted 4: A Thief's End[23]